# Embreville
Embreville (picardisch: Imbreuville) ist eine nordfranzösische Gemeinde mit 561 Einwohnern (Stand 1. Januar 2022) im Département Somme in der Region Hauts-de-France. Die Gemeinde liegt im Arrondissement Abbeville und ist Teil des Kantons Gamaches.

## Geographie
Die Gemeinde liegt im Vimeu rund sechs Kilometer nördlich von Gamaches. Im Norden der Gemeinde liegt ein Teil des Windparks von Chasse-Marée.

## Einwohner
| 1962 | 1968 | 1975 | 1982 | 1990 | 1999 | 2006 | 2011 |
| ---- | ---- | ---- | ---- | ---- | ---- | ---- | ---- |
| 491  | 488  | 540  | 503  | 549  | 576  | 580  | 578  |

## Verwaltung
Bürgermeister (maire) ist seit 2001 Daniel Cavé.

## Sehenswürdigkeiten
- Mariä-Himmelfahrt-Kirche (Notre-Dame-de-l'Assomption)[1]